# Bombardement de Königsberg

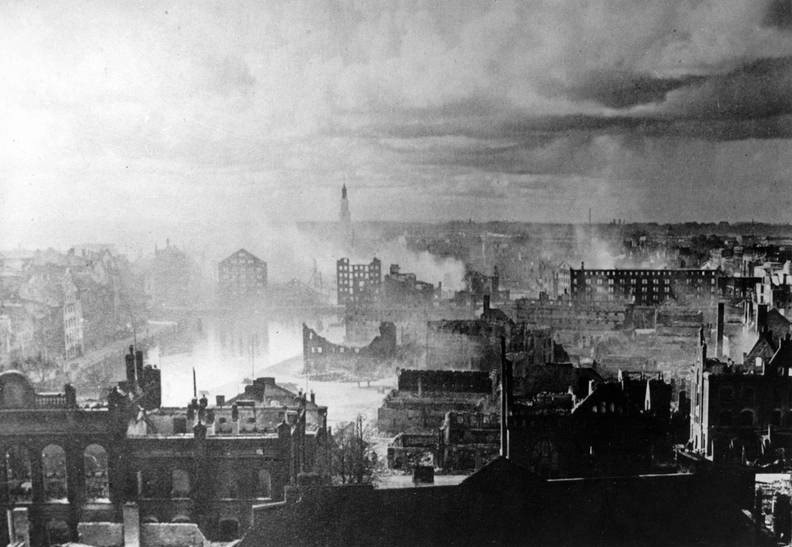
Königsberg après les deux raids aériens de la Royal Air Force, fin août 1944

Le bombardement de Königsberg était une série d'attaques contre la ville de Königsberg en province de Prusse-Orientale pendant la Seconde Guerre mondiale. L'armée de l'air soviétique avait effectué plusieurs raids sur la ville depuis 1941. De vastes attaques menées par le RAF Bomber Command ont détruit la plupart des quartiers historiques de la ville à l'été 1944. Königsberg a également été lourdement bombardé pendant la bataille de Königsberg, dans les dernières semaines de la guerre. 

## Histoire
En 1941, agissant principalement en représailles au bombardement allemand de Moscou, Joseph Staline a personnellement ordonné à l'armée de l'air soviétique de bombarder Königsberg. Onze bombardiers Petliakov Pe-8 ont attaqué la ville le 1er septembre 1941. Les Soviétiques n'ont perdu aucun bombardier lors du raid. L'armée de l'air soviétique a de nouveau bombardé la ville le 26 juillet 1942 , le 27 août 1942 et le 15 juillet 1943. Dans la nuit du 28 avril 1943, un bombardier lâche 11 000 tonnes de bombes sur la ville, les plus grosses bombes de l'inventaire soviétique.  
Le groupe n ° 5 a effectué la première attaque de la RAF sur Königsberg dans la nuit du 26 au 27 août 1944, en utilisant 174 Avro Lancasters. La cible, qui était à la portée extrême des avions, exigeait un aller-retour de 3 100 km depuis des bases en Angleterre. Les avions du RAF Skellingthorpe n'ont pas pu retourner à la base et ont été déroutés vers RAF Tain dans le nord de l'Écosse après 10 h 35 de vol (cf. 11 h 20 de retour à la base trois jours plus tard.) Malgré la perte de seulement quatre appareils, la première attaque n'a pas été particulièrement réussie car la plupart des bombes sont tombées du côté est de Königsberg, manquant le centre-ville. 
Le prochain raid de la RAF a eu lieu trois jours plus tard, les 29 et 30 août. Cette fois, le groupe n ° 5 a largué 480 tonnes d'explosifs et de bombes incendiaires à haute intensité sur le centre-ville. La RAF Bomber Command a estimé que 20% de l'industrie et 41% de tous les logements de Königsberg avaient été détruits. Sur une force de 189 Lancasters, des chasseurs nocturnes allemands ont abattu 15 bombardiers de la RAF.  Le centre-ville historique a subi de graves dégâts et les quartiers d'Altstadt, Löbenicht et Kneiphof ont été presque détruits. La cathédrale du XIVe siècle a été réduite en ruines. D'importants dégâts ont également été causés au château, à toutes les églises de la vieille ville, à l'université et à l'ancien quartier maritime. 
En 1945, la bataille de Königsberg inflige de nouveaux dégâts. Lorsque les Soviétiques ont occupé la ville en avril 1945, plus de 90% de la ville était déjà détruite. Sous l'occupation soviétique, la population allemande survivante, très réduite, a été expulsée de force de la ville. Elle a ensuite été reconstruite dans le style soviétique en tant que ville russe de Kaliningrad. 